# Химы (Могилёвская область)
Химы (бел. Хімы) — агрогородок (ранее-деревня) в Бобруйском районе Могилёвской области Республики Беларусь. Входит в состав и является административным центром Химовского сельсовета.

## География
Агрогородок Химы находится в 17 км на восток от центра района — города Бобруйск.

## История
Упоминается в документах 1838 года. Название деревни происходит от слова балтийского происхождения «мох». Народная легенда объясняет происхождение именем первого поселенца — вдовы Химы.
В 1904 году открылась земская школа. С 1924 года деревня стала центром сельсовета. Через год в Химах построено отдельное здание для школы.
В 1967 году к Химам была присоединена деревня Заречье (ныне — улица Заречная), располагавшаяся по другую сторону водосбросного канала.
В 1981 году построено новое здание деревенской школы.

## Население
В 1838 году в Химах проживало 115 чел. Население быстро увеличивалось: в 1897 г. достигло 658 чел., в 1907 г. (по спискам населённых мест Минской губернии 1909 года) — 726 чел.
В 2003 году — 349 жителей.
В 2014 году в Химах проживало 352 человека.

## Описание
В Химах имеется средняя школа, библиотека и отделение связи. В агрогородке расположена молочно-товарная ферма Бобруйского ОАО «Агромашсервис».
В Химах находится братская могила советских воинов.